# Giovanna Scopelli
Giovanna Scopelli (Reggio Emilia, 1428 — Mântua, 9 de julho de 1491) foi uma religiosa carmelita católica italiana.
Órfã precoce, após a morte dos pais retirou-se com outras mulheres e, posteriormente, construíram um mosteiro. Dedicou sua vida à caridade e à oração.